# Руткі-Беґни
Руткі-Беґни (пол. Rutki-Begny) — село в Польщі, у гміні Цеханув Цехановського повіту Мазовецького воєводства.
Населення — 73 особи (2011).
У 1975-1998 роках село належало до Цехановського воєводства.

## Демографія
Демографічна структура станом на 31 березня 2011 року:
|          | Загалом | Допрацездатний вік | Працездатний вік | Постпрацездатний вік |
| -------- | ------- | ------------------ | ---------------- | -------------------- |
| Чоловіки | 40      | 11                 | 27               | 2                    |
| Жінки    | 33      | 10                 | 13               | 10                   |
| Разом    | 73      | 21                 | 40               | 12                   |